# Усть-Пит
Усть-Пит — село в  Енисейском районе Красноярского края.
Административный центр Усть-Питского сельсовета.

## География
Село расположено на правом берегу реки Енисей, вверх по течению от места впадения в Енисей реки Большой Пит.

## История
В начале XX века село Усть-Питское входило в состав Анциферовской волости Енисейского уезда Енисейской губернии.
В начале 1920 года в Усть-Пите организован революционный комитет, в августе того же года преобразованный в сельский исполнительный комитет, а в 1924 году — в сельский Совет.
В январе 1933 года образован колхоз «Вторая пятилетка». (В 1965 году переименован в колхоз "Родина", сейчас — СПК "Родина").

## Население
| 2010 | 2016 |
| ---- | ---- |
| 330  | ↗535 |

## Социальная инфраструктура
В селе расположены Усть-Питская основная общеобразовательная школа № 19, фельдшерско-акушерский пункт, отделение почтовой связи, библиотека.

## Транспорт
В период навигации по реке Енисей курсируют речные суда.
В посёлке есть аэродром с грунтовой взлётной полосой, пригодный для воздушных судов малой авиации. 
Зимой через Енисей прокладывается зимник до Енисейска.

## Известные уроженцы
- Павел (Попов, Пётр Лаврентьевич)[4] (1813—1877) — епископ Камчатский, Курильский и Благовещенский.
- Мамеев, Степан Николаевич[5] (1859—1939) — известный библиограф и краевед.